# Jan Karlsson (Radsportler)
Jan Bengt Peter Karlsson (* 8. Februar 1966 in Falköping) ist ein ehemaliger schwedischer Radrennfahrer.
Die Spezialdisziplinen von Jan Karlsson waren Einzel- und Mannschaftszeitfahren. 1983 wurde er erstmals schwedischer Juniorenmeister im Einzelzeitfahren, bis 1999 wurde er siebenmal nationaler Meister in einer dieser beiden Disziplinen sowie viermal skandinavischer Meister im Mannschaftszeitfahren. 1990 und 1991 gewann er das französische Zeitfahren Chrono des Herbiers und 1997 die Berliner Etappenfahrt.
Dreimal startete Karlsson bei Olympischen Spielen: 1988 in Seoul errang er gemeinsam mit Björn Johannson, Michel Lafis und Anders Jarl die Bronzemedaille im 100-Kilometer-Mannschaftszeitfahren.
1998 und 1999 fuhr Jan Karlsson zwei Jahre lang unter Vertrag, dann beendete er seine Radsport-Laufbahn.
Karlsson ist der Schwiegersohn von Sture Pettersson, einem der Fåglum-Brüder, und Vater des Radrennfahrers Magnus Fåglum Karlsson.